# Parlament Słowenii
Parlament Słowenii – bikameralne ciało ustawodawcze w Słowenii. Siedziba parlamentu mieści się w stolicy kraju Lublanie.
Parlament składa się z dwóch izb:
- Zgromadzenia Państwowego (izba niższa)
- Rady Państwa (izba wyższa)

Siedziba parlamentu mieści się w modernistycznym pałacu położonym na placu Republiki w centrum Lublany. Budynek został zbudowany w latach 1954–1959 według projektu słoweńskiego architekta Vinko Glanza. Wizerunek niewybudowanego nigdy budynku parlamentu zaprojektowanego w latach 40. XX wieku przez Jože Plečnika widnieje na słoweńskiej monecie euro.